# Felice Vatteroni
Felice Vatteroni (Marina di Carrara, 21 marzo 1908 – Carrara, 30 giugno 1993) è stato uno scultore italiano.
Trascorre la propria vita nella città natale, eccetto brevi soggiorni estivi nel paese di Fosdinovo, in cui allestisce uno studio artistico.

## Biografia
Nato a Marina di Carrara il 21 marzo 1908, Felice Vatteroni frequenta il corso quadriennale di scultura presso l'Accademia di belle arti di Carrara, concluso nel 1929 con risultati eccellenti. Ha come maestro di Plastica di figura Carlo Fontana dal quale eredita la dedizione al lavoro e l'interesse per la figura umana e il nudo. Nel 1931 partecipa al Concorso Nazionale di Scultura e nel 1932 alla prima edizione del premio Stéphan Dervillé. Nel 1935 lavora al bozzetto di un monumento in onore di Goffredo Mameli e in questo periodo soggiorna a Roma, finché nel 1940 lavora come progettista di imbarcazioni nelle città di Fiume e Trieste.

Durante la guerra, che lascia segni profondi nella sua vita, torna a Carrara e prende parte attivamente alla Resistenza italiana, fondando la sezione Eugenio Chiesa del Partito Repubblicano. Nel 1948 nel centro termale Berzieri di Salsomaggiore Terme espone la sua prima personale, seguita da una seconda nel 1950 presso l'Azienda autonoma di soggiorno e turismo di Marina di Carrara e da una terza nel 1958 a Pistoia, presso l'Accademia del Ceppo.

In questi anni lo scultore riscuote un notevole successo e nel 1953 sposa Nice Mariotti.
Riceve l'invito a partecipare alla Biennale internazionale di scultura, in cui espone Giovinetta, Maternità e Torso di donna negli anni 1959, 1962 e 1969. Nel 1961 partecipa alla Mostra nazionale di piccola scultura e alla settima edizione del premio Triglia d'oro organizzate dal Cenacolo artistico letterario Ceccardo Roccatagliata Ceccardi.

Nel 1965 prende parte alla 9ª Quadriennale di Roma, mentre nel 1970 allestisce un'ulteriore personale presso i Saloni della Camera di commercio di Carrara. Nel 1973, nella galleria Idea di Firenze, espone alcune delle sue creazioni in marmo, bronzo, pietra, terracotta e nel 1976, presso il circolo culturale Castruccio, mette in mostra Le nuvole, imponente scultura in marmo. Prende parte a manifestazioni a Parma, Roma, Genova, Brescia, Ravenna e dà forma ad una delle sue opere più celebri, il monumento al Buscaiol, inaugurato il 20 dicembre 1980 e oggi posto nei pressi dell'area portuale di Marina di Carrara.

Negli anni successivi tiene personali in Germania, negli Stati Uniti d'America, in Danimarca, nel Principato di Monaco e, nel 1991, dona quattordici opere al Museo civico del marmo di Carrara.

Nel 1995 il Museo civico del Marmo lo ricorda allestendo una mostra e nel 1996 la moglie dona alla chiesa di San Sebastiano di Massa due sculture in marmo. Nel 1997 la galleria d'arte moderna di Palazzo Pitti acquista Il marinaio e la Soprintendenza per i beni artistici e storici della città di Firenze trentatré disegni.

## Opere principali

### Scultura
- Mietitura del grano: bassorilievo in creta risalente al 1932, raffigura uomini intenti a mietere il grano e donne che trasportano i covoni già sistemati; in primo piano una donna con i suoi due figli sottolinea la fatica della vita dei campi.
- Mio padre: opera in creta risalente al 1939, esalta l'identità psicologica del genitore sottolineandone i lineamenti e le infossature del volto e rendendo chiaramente visibili le rughe e i pochi capelli sul capo.
- Giuditta: statua risalente alla seconda metà degli anni '30, in marmo bianco, rappresenta Giuditta, donna ebrea sinonimo di forza, virtù e coraggio che tiene in mano la testa di Oloferne, generale assiro.
- Sonno: opera risalente al 1989, in marmo statuario di Carrara, rappresenta una donna durante il riposo. La figura è sdraiata in posizione quasi fetale ed è caratterizzata da forme abbondanti, tipiche delle donne di Vatteroni.
- Il pescatore: raffigurante uno dei temi tipici della religione cristiana, quest'opera oggi fa parte di una collezione privata e rappresenta l'umile figura del pescatore nell'atto di lanciare le reti in mare, con lo sguardo teso all'orizzonte.
- Maternità: opera risalente agli anni '40, oggi conservata a Firenze e parte di una collezione privata, raffigura una donna inginocchiata, sofferente, che si scopre il petto, tenendo fra le braccia il proprio bambino in fasce.
- Il marinaio: opera in terracotta, oggi conservata presso la Galleria d'arte moderna di Palazzo Pitti a Firenze, rappresenta il volto di un marinaio in cui vengono sottolineati i lineamenti e le espressioni, specchio delle fatiche del lavoro.
- Giovinetta: opera in cemento risalente alla seconda metà degli anni Settanta, raffigura una fanciulla in posizione eretta e con il volto rivolto verso l'alto.
- Torso di donna: opera risalente alla metà degli anni '60, in pietra arenaria, rappresenta il torso di una donna che tiene le braccia conserte e della quale vengono sottolineati seno e fianchi.

### Scultura monumentale
- Buscaiol: una delle opere più celebri e famose dell'artista, posto lungo il viale a mare nei pressi dell'ingresso del porto di Marina di Carrara, raffigura un uomo che trasporta una pesante lastra di marmo sulla schiena, con le sue sole forze. Quest'opera è stata commissionata all'artista dai portuali nel 1980 per celebrare cinquant'anni di attività e per sottolineare la fatica e il valore dell'umile figura umana, portatrice delle memorie del lavoro locale. L'uomo è posto su una base parallelepipeda in cui sono messi in rilievo alcune scene di lavoro di uomini che, tendendo una fune di sollevamento, caricano su un carro lastre di marmo.
- Bozzetto del monumento a Giuseppe Mazzini: risalente agli anni '80, opera in gesso, rappresenta Mazzini, protagonista del Risorgimento, che ha fra le mani lo statuto della Giovane Italia. La figura appare gracile e appoggia la mano sinistra su un globo.
- Monumento a Eugenio Chiesa: oggi posto nell'area portuale di Marina di Carrara, è un monumento in onore del repubblicano Eugenio Chiesa, fondatore del porto, morto in esilio.

### Disegni
Felice Vatteroni ha prodotto anche una serie di disegni, spesso considerati marginali rispetto alla produzione scultorea.

I disegni accompagnano tutta la sua vita fino agli ultimi giorni e sono il mezzo attraverso cui riesce a dar forma a modelli mentali ed astratti che poi realizza concretamente attraverso il lavoro di scultore. I segni tracciati vanno da semplici e rapidi schizzi, a veri e propri disegni colorati con tinte vivaci e luminose. Alcuni sono realizzati su fogli di quaderno in cui sono annotati anche pensieri ed idee, altri invece su carta da disegno.

Vatteroni attraverso il disegno progetta ciò che poi realizza nella materia. Fin dai fogli risalenti ai suoi primi anni di scuola si scorge il suo talento innato che esprime utilizzando carboncino, sanguigna ed inchiostro di seppia. Particolare attenzione è dedicata all'anatomia del corpo umano femminile e dagli anni '60 al nudo maschile, attenzione che si realizza in una serie di abbozzi ricchi di sfumature.

È un lavoro completo, privo di interruzioni, con segni minuti e definiti sempre con l'unica regola di riferirsi al reale.

### Dipinti
Dagli anni '80 Felice Vatteroni dà forma ad una serie di dipinti a olio su tela e su legno in cui ritrae ripetutamente le donne negli atti più svariati della loro vita quotidiana: mentre fanno il bagno, prendono medicine, si guardano allo specchio, riposano e si vestono.

## La figura della donna
La donna è tema ricorrente nella maggior parte delle produzioni dell'artista, sia che si tratti di disegni, di dipinti che di sculture. Le donne sono colte in momenti di gioia così come in momenti di dolore. Non sono mai rappresentate figure esili, dal momento che per l'artista la donna è simbolo di fertilità, di vita, di forza generatrice. In questa concezione si possono trovare innumerevoli legami con la tradizione delle statuette di terracotta create nell'antichità dai popoli primitivi e sono chiari i legami con il classicismo delle veneri e delle divinità antiche greche e latine, sempre raffigurate in modo da esaltarne il corpo e le forme.